# J. William Fulbright
Pour les articles homonymes, voir Fulbright.
James William Fulbright, né le 9 avril 1905 à Sumner et mort le 9 février 1995 à Washington, est un sénateur américain qui a représenté l'État de l'Arkansas de 1945 à 1975.

## Biographie
Fulbright est un démocrate du Sud et multilatéraliste, favorable à la création de l'Organisation des Nations unies et le président du comité des affaires étrangères du Sénat des États-Unis ayant eu le plus long mandat. Il signe le Southern Manifesto contre la fin de la ségrégation raciale. Il lutte contre le maccarthysme et le House Un-American Activities Committee et devient plus tard connu pour son opposition à l'engagement américain dans la guerre du Viêt Nam. Ses efforts pour établir un programme d'échange international aboutissent finalement à la création d'un programme de bourses qui porte son nom, le programme Fulbright.
Le président des États-Unis Bill Clinton le cite au titre de mentor.

## Culture populaire
Ned Van Zandt l'incarne dans le téléfilm All the Way (2016) de Jay Roach.